# Hofanlage Schlüter Straße 27
Die Hofanlage Schlüter Straße 27 in Berne-Huntebrück nahe der Hunte stammt aus dem 19. Jahrhundert.
Aktuell (2023) wird sie wohl landwirtschaftlich genutzt.
Die Gebäude stehen unter Denkmalschutz (siehe auch Liste der Baudenkmale in Berne).

## Geschichte
Die Hofanlage mit markantem alten Baumbestand besteht aus
- dem eingeschossigen giebelständigen massiven verklinkerten Wohn- und Wirtschaftsgebäude von 1894 (Inschrift) als Zweiständer-Hallenhaus mit reetgedecktem Krüppelwalmdach, Niedersachsengiebel mit Uhlenloch, Groote Door mit Korbbogen und teilweise in Fachwerk an den Traufseiten sowie Steinsegmentbögen über den Giebelöffnungen,[2]
- dem traufseitigen Stall von 1894 in Backstein mit Satteldach und mit drei korbbogigen Stalltüren,[3]
- sowie weiteren nicht denkmalgeschützten Nebenanlagen.

Das Landesdenkmalamt befand: „… geschichtliche Bedeutung … als beispielhafte Hofanlage des späten 19. Jhs. … .“